# Ley de conmutación de penas por indulto o extrañamiento del territorio nacional
La Ley de conmutación de penas por indulto o extrañamiento del territorio nacional fue aprobada en Venezuela, decretada el 15 de diciembre de 1964 por el presidente Raúl Leoni y publicada en la Gaceta Oficial N.º 27.619 durante su gobierno.

## Contenido
La Constitución de 1961 dictaba que «ningún acto del Poder Público podrá establecer la pena de extrañamiento del territorio nacional contra venezolanos, salvo como conmutación de otra pena y a solicitud del mismo reo», aclarando que «las medidas de extrañamiento del país adoptadas entre el 23 de enero de 1958 y el 31 de julio de 1960 se mantendrán en vigor mientras no sean revocadas por el Ejecutivo Nacional o por acuerdo de las Cámaras en sesión conjunta, pero no podrán prolongarse más allá del actual periodo constitucional».
La ley establecía que el extrañamiento obligaría al condenado a no regresar al país por un tiempo determinado. La conmutación de la pena podría ser solicitada por el ministerio de Relaciones Interiores al poder ejecutivo, por el mismo condenado o, en caso de los menores de edad, por su representante legal.

## Aplicación
El 13 de marzo de 1965, durante la presentación de su mensaje a la nación por su primer año de mandato, el presidente Leoni anunció que la ley se aplicaría a algunos condenados como parte de su plan de pacificación nacional.